# Вишневская, Тамара
Тамара Вишневская (в замужестве — Микош; пол. Tamara Wiszniewska; 20 декабря 1919, Дубно, Волынь (ныне Украина) — 1 апреля 1981, Рочестер (Нью-Йорк), США) — польская киноактриса, переводчица, звезда довоенного кино Польши.

## Биография
В сентябре 1937 года вышла замуж за режиссёра В. Микоша. Снималась в польских довоенных фильмах.
После окончания Второй мировой войны вместе с мужем эмигрировала в США. Кинокарьера её в Америке закончилась.

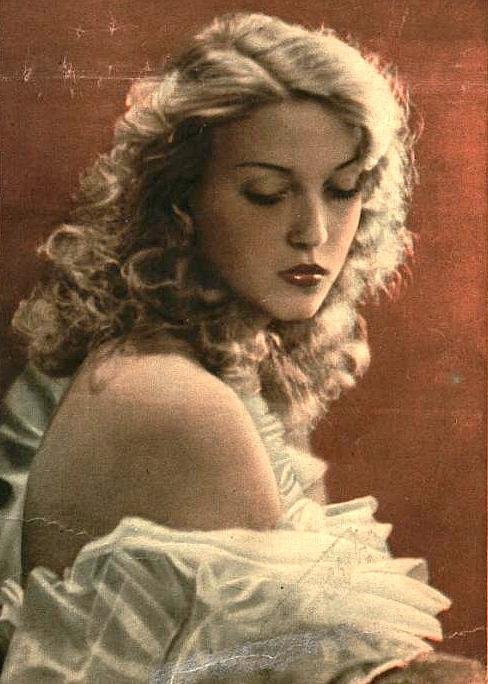

Благодаря спрятанным в одежде драгоценностям и другим ценным вещам, накопленным во время «звездного периода» в кино, семья смогла в самое трудное время адаптации в эмиграции выжить, закладывая их для покупки продуктов и других предметов первой необходимости.
Много лет она работала переводчицей. Похоронена вместе с мужем на Mount Hope Cementery.

## Фильмография
- 1936 — Август Сильный — Гануся
- 1936 — Прокажённая — Мелания Барская
- 1937 — Девушки из Новолипок — Амелька
- 1937 — Ординат Михоровский — графиня Мелания Барская
- 1937 — Три повесы — Люция, дочь Столярского
- 1938 — Вторая молодость / Druga młodość — Тамара Корская
- 1938 — Девушка ищет любви — Янина
- 1938 — Женщины над пропастью — Роза
- 1939 — Белый негр — Ядвига Липская, дочь графа
- 1939 — Богородица — эпизод
- 1939 — В конце пути — Вероника, дочь Турвидов
- 1939 — Сквозь слёзы счастья — Люция Кулевиньская
- 1939 — Жена и не жена — Нелли, медсестра
- 1942 — Завещание профессора Вильчура — Эльжбета